# 欧迪泰姆-朗贝尔堡
欧迪泰姆-朗贝尔堡（法語：Haut-du-Them-Château-Lambert，法語發音：[o dy tɛm ʃato lɑ̃bɛʁ]）是法国上索恩省的一个市镇，属于吕尔区。该市镇于1972年由原市镇勒欧迪泰姆（Le Haut-du-Them）和朗贝尔堡（Château-Lambert）合并而成。

## 地理
欧迪泰姆-朗贝尔堡（47°50'34"N, 6°43'21"E）面积25.16 平方千米，位于法国勃艮第-弗朗什-孔泰大區上索恩省，该省份为法国东部内陆省份，北起顺时针与孚日省、贝尔福地区省、杜省、汝拉省、科多尔省和上马恩省接壤。
与欧迪泰姆-朗贝尔堡接壤的市镇（或旧市镇、城区）包括：勒蒂约、拉蒙尚、摩泽尔河畔圣莫里斯、普朗谢莱米讷、摩泽尔河畔弗雷斯、塞尔旺斯-米耶兰。
欧迪泰姆-朗贝尔堡的时区为UTC+01:00、UTC+02:00（夏令时）。

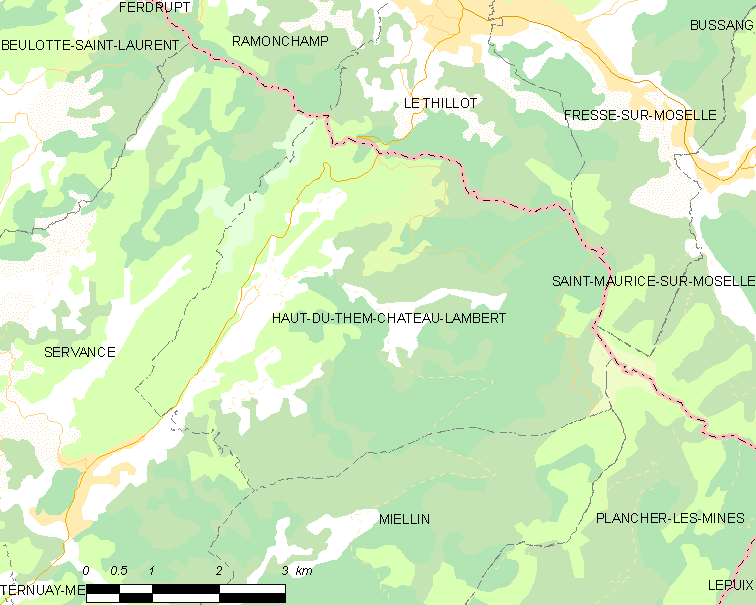
欧迪泰姆-朗贝尔堡的OSM定位图

## 行政
欧迪泰姆-朗贝尔堡的邮政编码为70440，INSEE市镇编码为70283。

## 政治
欧迪泰姆-朗贝尔堡所属的省级选区为梅利塞县。

## 人口

1962-2008年间欧迪泰姆-朗贝尔堡人口变化图示

欧迪泰姆-朗贝尔堡于2022年1月1日时的人口数量为448人。